# Бошава
Бошава або Бошавиця — річка на півдні Македонії, права притока Вардара.  
Бере початок на горі Кожуф на висоті 1070 метрів над рівнем моря, де її називають Лісачка-Река, і впадає у Вардар перед Деміркапійською ущелиною на висоті 95 метрів. 
Річка протікає в однойменному регіоні Бошава.

## Галерея

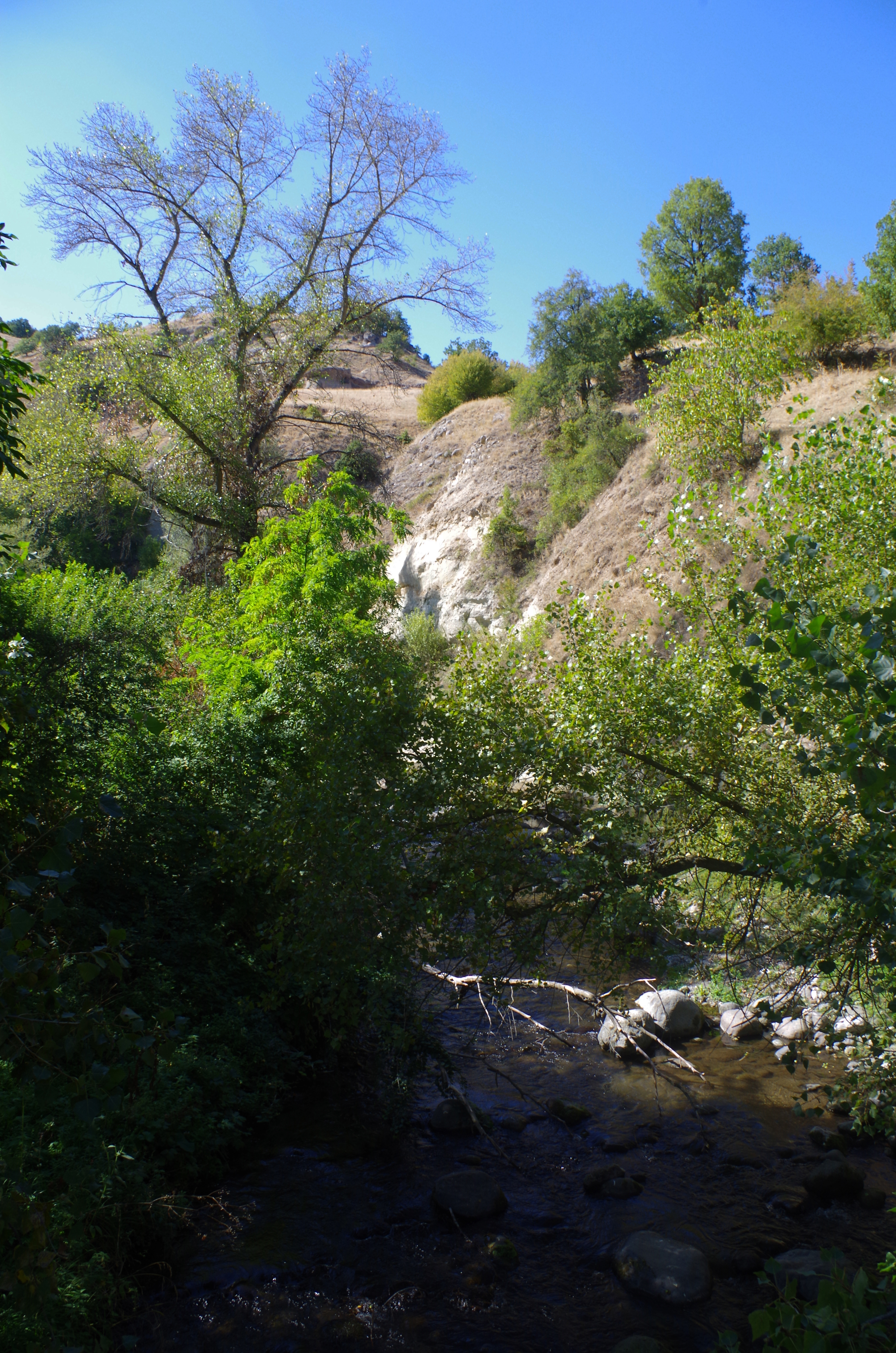
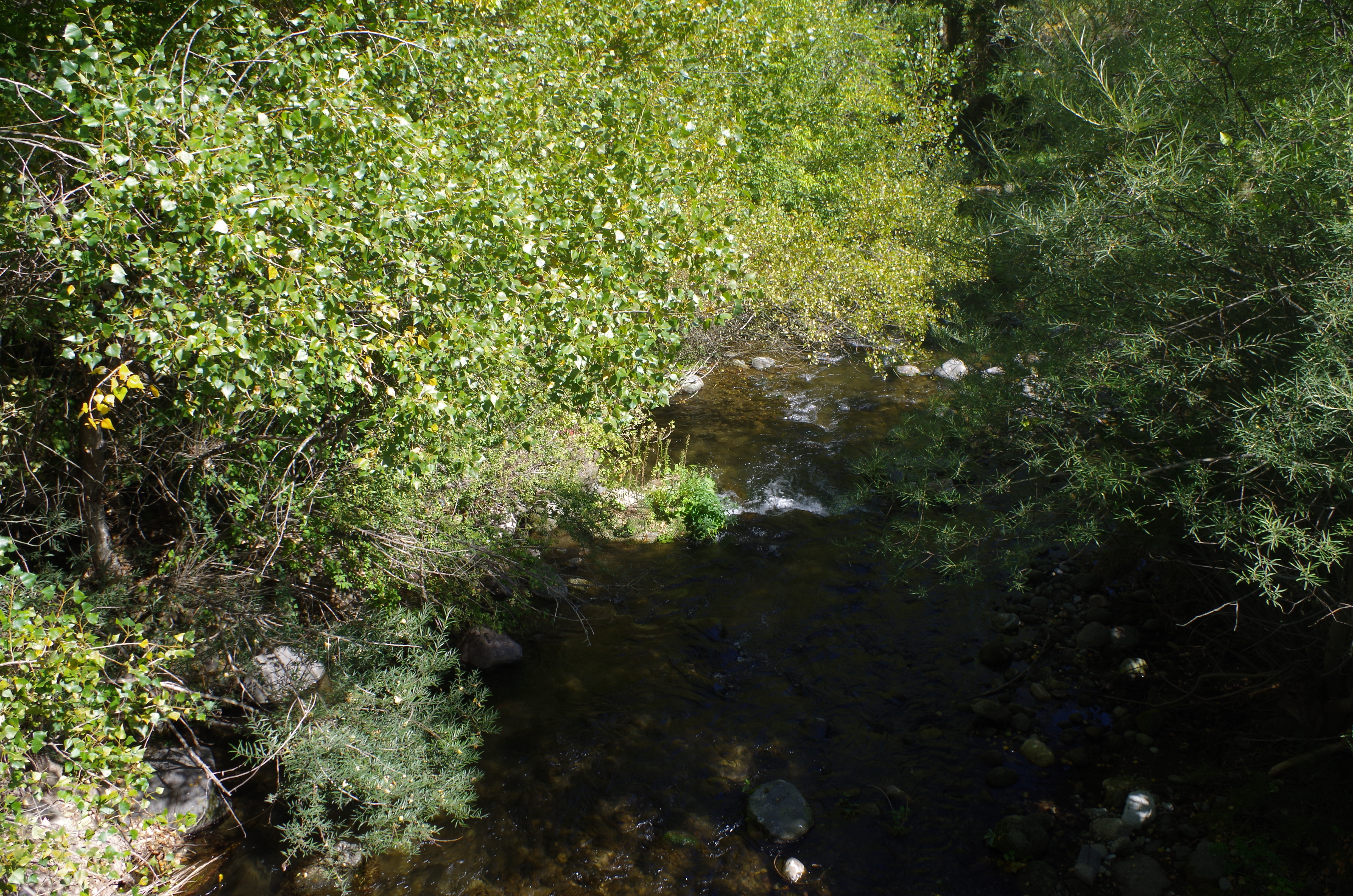